# Eric Schechter
Eric Schechter (né le 1er août 1950) est un mathématicien américain, professeur à l'université Vanderbilt, émérite depuis janvier 2013. Schechter est surtout connu pour son manuel Handbook of Analysis and its Foundations datant 1996, qui propose une nouvelle approche de l'analyse mathématique et des sujets connexes au niveau des études supérieures.

## Carrière
Eric Schechter obtient un Ph.D. à l'université de Chicago sous la supervision de Jerry Lloyd Bona avec une thèse intitulée Well-behaved Evolutions and Trotter Product Formulas. Il vient à l'université Vanderbilt en 1980 après un passage à l'Université Duke, et il y reste jusqu'à sa retraite.

## Recherche
Les travaux de recherche d'Eric Schechter portent au début principalement sur l'analyse mathématique puis se s'orientent progressivement vers la logique mathématique. 
Schechter est l'auteur d'articles en analyse, sur les équations différentielles, la logique mathématique et la théorie des ensembles. Il est surtout connu pour avoir écrit deux manuels couvrant des thèmes mathématiques avancés mais écrits à un niveau introductif ; ce sont :
- (2005) Classical and Nonclassical Logics, Princeton University Press, 2005, ix + 507 (ISBN 0-691-12279-2, présentation en ligne).

- (1996) Handbook of Analysis and its Foundations, Academic Press, 1996, xxii  + 883 (ISBN 0126227608, présentation en ligne)[3].

Schechter maintient également deux pages Web fréquemment citées ; ce sont :
- Common Errors in Undergraduate Mathematics
- A Home Page for the Axiom of Choice

## Engagement politique
Schechter s'est impliqué dans l'activisme politique dans une variante du socialisme démocratique. Sa page d'accueil mathématique comprend quelques déclarations anti-guerre, et sa page d'accueil politique comprend un long essai sur l'idéologie progressiste. Il a travaillé comme organisateur pour la Nashville Peace Coalition, protestant contre les guerres en Irak et en Afghanistan. Son père, Henry Schechter, était député de l'AFL-CIO.